# Big Boi
Antwan André Patton (1. veljače 1975.), poznatiji kao Big Boi je američki reper, tekstopisac, producent i glumac. Big Boi je s Andréom 3000 član hip hop grupe Outkast.

## Raniji život i Outkast
Patton se rodio u Georgiji, SAD-u, gdje je i proveo prvu polovicu svoga djetinjstva. Nakon pohađanja škole preselio se u Atlantu. Imao je jaki interes za hip hop glazbom te je ranih devedesetih godina u srednjoj školi Tri Cities upoznao Andréa Benjamina. Zajedno su formirali hip hop duo Outkast i potpisali ugovor za LaFace Records. Patton općenito svoje pjesme koristi za kritiziranje problema u svijetu.

## Samostalni projekti
Nakon četiri uspješna albuma Outkasta, Big Boi i André 3000 odlučili su napraviti dva solo albuma pod imenom OutKast. André je objavio The Love Below, a Big Boi Speakerboxxx. Jedna pjesma s oba albuma objavljena je u rujnu 2003. godine kao singl. Pattonov izbor je bio singl "The Way You Move" s Sleepy Brownom. Pjesma je zauzela broj jedan na SAD pop listi.
Nakon sedmog Albuma OutKasta Big Boi je najavio svoj samostalni album. Album je nazvao "Sir Lucious Left Foot: The Son of Chico Dusty". Prvi promotivni singl s albuma bio je "Royal Flush" koji je objavljen 2007. godine s Andréom 3000. Nakon nekoliko godina objavio je i tri promotivna video spota, "Shine Blockas" s Gucci Maneom, "Fo Yo Sorrows" s Georgeom Clintonom i Too Shortom i "General Patton" s Big Rubeom. Prvi službeni singl s albuma je "Shutterbugg" s Cuttyjem, a drugi "Follow Us" s Vonneguttom. Album je objavljen 5. srpnja 2010. godine. Big Boi je potvrdio da radi na novom albumu kojeg sprema za kasnu 2011. godinu pod nazivom "Daddy Fat Sax: Soul Funk Crusader".

## Ostali projekti
Patton i Benjamin su glumili u Idlewildu, filmu o doba depresije na jugu SAD-a. Objavljen je u kolovozu 2006. godine. 2010. godine Big Boi je objavio svoju vlastitu liniju tenisica Converse. Tenisice sadrže ime njegovog debitantskog albuma: "Sir Lucious Left Foot" piše na lijevoj strani, a "Son of Chico Dusty" na desnoj strani.

## Diskografija
- Sir Lucious Left Foot: The Son of Chico Dusty (2010.)
- Daddy Fat Sax: Soul Funk Crusader (2011.)

## Filmografija
- 2006.: "ATL"– kao Marcus
- 2006.: Idlewild – kao Rooster
- 2007.: Who's Your Caddy? – kao C-Note, Christopher Hawkenson
- 2010.: Freaknik: The Musical
- 2010.: Who's Your Second Caddy? – kao C-Note, Christopher Hawkenson

## Videoigre
2007.: Def Jam: Icon– sebe

## Vanjske poveznice
- Službena web stranica
- Big Boi na MySpaceu